# Bình Minh, Quảng Ngãi
Bình Minh là một xã thuộc tỉnh Quảng Ngãi, Việt Nam mới được thành lập theo Nghị quyết 1677/NQ-UBTVQH15 được sáp nhập toàn bộ diện tích và dân số của 3 xã cũ: Bình Khương, Bình An và Bình Minh.
- Diện tích xã Bình Minh mới: 128,605 km²

- Dân số xã Bình Minh sau khi sáp nhập: 19.673 người (tương đương khoảng 12,3% tiêu chuẩn quy định)

| Nội dung  | Trước sáp nhập (1999) | Sau sáp nhập (2025) |
| --------- | --------------------- | ------------------- |
| Diện tích | ~37,8 km²             | 128,605 km²         |
| Dân số    | ~9.464 người          | 19.673 người        |

1. 1 2
2. ↑  Tổng cục Thống kê